# 아다치구
아다치구(일본어: 足立区 아다치쿠[*])는 일본 도쿄도의 특별구이다.
남동쪽의 아라카와강 남쪽에 위치한 센주 지구는 에도 시대에 닛코 가도의 여인숙이었으며 지금은 터미널 역인 기타센주역을 포함한 아다치구의 번화가가 되었다.
지금의 아다치구 지역은 1932년 이전에는 미나미아다치군이었다. 아다치구는 그 이전의 아다치군 지역의 중심에서 벗어난 남동쪽에 위치해 있다.

## 지리
도쿄도의 북쪽에 위치해 있다. 스미다강과 아라카와강 사이의 작고 가는 땅과 아라카와강 북쪽의 더 넓은 땅으로 이루어져 있다. 도쿄도의 다른 특별구인 가쓰시카구, 기타구, 스미다구, 아라카와구와 접하고 사이타마현의 가와구치시, 소카시, 야시오시, 하토가야시와 접한다.

## 역사
고대 율령국 체제 하에 현재의 아다치구는 무사시국 아다치군의 남쪽 끝에 해당했다. 826년 헤이안 시대에 니사아라이 다이시사가 세워졌다. 무로마치 시대와 센고쿠 시대에는 지바 씨가 이 지역을 통치했다. 대센주교가 1594년에 세워졌다. 에도 시대에 이 지역의 일부는 에도 막부의 직할령이었고 일부는 현재 도쿄 우에노에 있는 절인 간에이지의 관할이었다. 아다치는 닛코 카이도와 미토 카이도가 만나는 센주슈쿠가 있던 곳이었다. 막부는 센주에 고주카파라 형장을 계속 유지했다. 1932년에 아다치는 도쿄시의 구가 되었다. 특별구는 1947년 3월 15일에 성립되었다.

## 교통

### 도로
- 수도고속도로

### 철도
아다치구의 주요 기차역은 기타센주역이다.
- 동일본 여객철도
  - 조반선

- 도부 철도
  - 이세사키선
  - 다이시선

- 게이세이 전철
  - 본선

- 도쿄 메트로
  - 히비야선: (아라카와구) - 기타센주역
  - 지요다선

- 수도권 신도시 철도
  - 쓰쿠바 익스프레스

- 도쿄도 교통국
  - 닛포리·도네리 라이너

## 주요 인물
- 기타노 다케시 (北野 武)

## 자매 도시
- 구 고이데정 (현재 우오누마시, 니가타현)
  - 1982년
- 야마노우치정 (나가노현)
  - 1982년
- 벨몬트
  - 1984년 10월 1일
- 가누마시 (도치기현)
  - 1992년